# Zaborski Park Krajobrazowy
Zaborski Park Krajobrazowy (kaszub. Zôbòrsczi Park Krajòbrazny) – park krajobrazowy, położony na kaszubskich Zaborach, na terenach gmin: Chojnice i Brusy. Jego powierzchnia liczy obecnie 340,26 km². Na terenach leśnych gospodarują nadleśnictwa: Rytel, Przymuszewo oraz Czersk.

## Historia
Został utworzony w 1990 roku pod nazwą Chojnicki Park Krajobrazowy, obecną nazwę otrzymał w roku 1991. Powierzchnia Parku wynosiła wówczas 312,79 km², zaś jego otulina zajmowała 75,36 km². W 1996 roku z części Parku, w rejonie Strugi Siedmiu Jezior, utworzono na powierzchni 46,13 km² Park Narodowy „Bory Tucholskie”. W 1998 roku Zaborski Park Krajobrazowy powiększono o obszar otuliny. 
Od 2010 roku wchodzi w skład Rezerwatu Biosfery Bory Tucholskie. W tym samym roku wszedł w skład nowo utworzonego Pomorskiego Zespołu Parków Krajobrazowych.

## Struktura
- 63,31% powierzchni parku – lasy
- 23,53% powierzchni parku – grunty rolne
- 12,54% powierzchni parku – wody[1]

## Wody

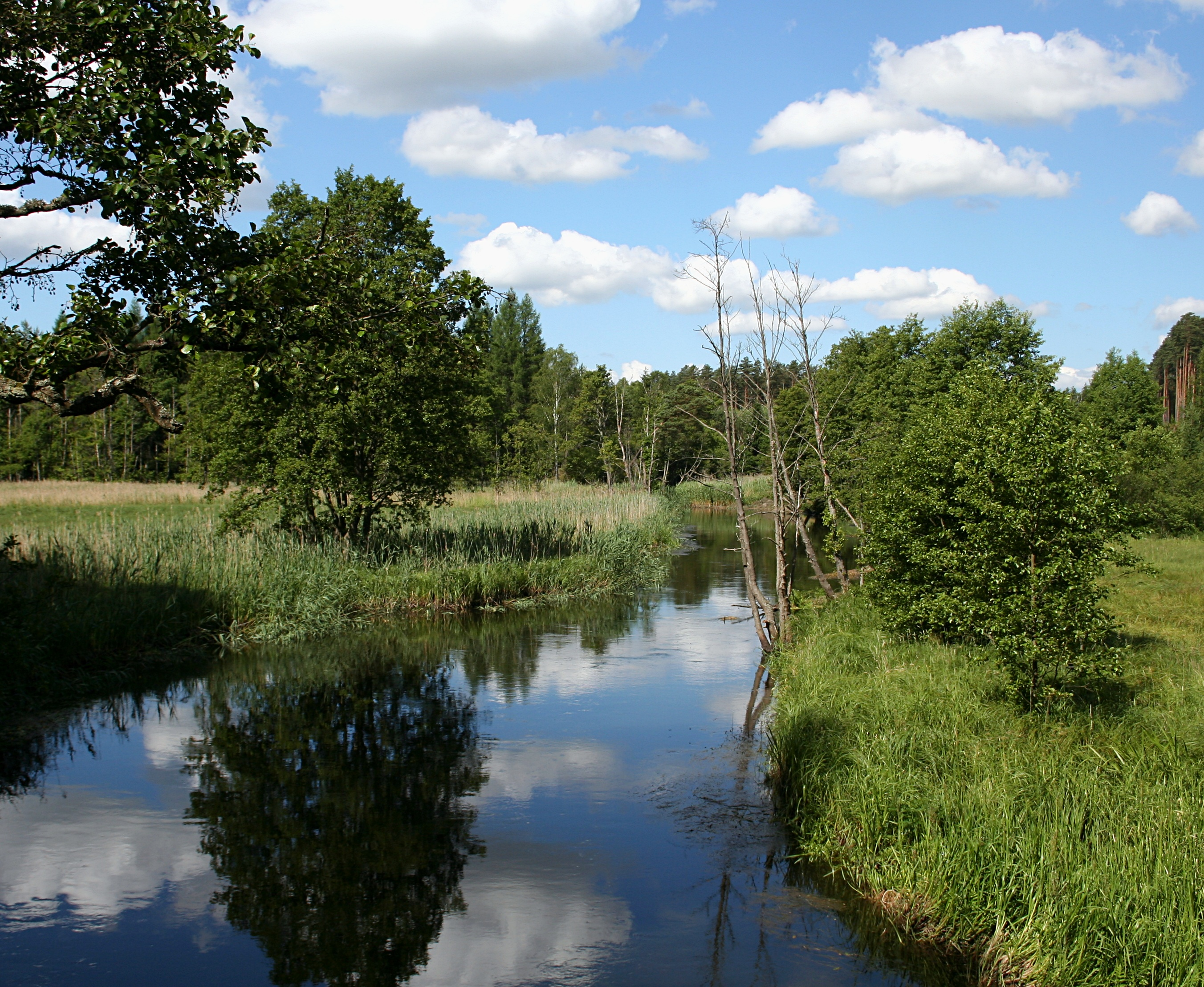
Brda w zachodniej części parku

W granicach parku znajduje się około 50 jezior. Do największych i najgłębszych należy Jezioro Charzykowskie. Należy ono jak Jezioro Długie, Karsińskie, Witoczno, Kosobudno i Łąckie, do jezior rynnowych, najczęściej przepływowych.
W Parku Zaborskim można spotkać, charakterystyczne dla tego terenu, oligotroficzne jeziora lobeliowe z kryształowo czystą wodą i ubogie pokarmowo oraz małe jeziorka dystroficzne bogate w związki humusowe.
Przez Park przepływają również rzeki. Największa to Brda, mniejsza Zbrzyca oraz niewielkie rzeczki płynące w dolinach o wysokich krawędziach porośniętych lasem – Kulawa i Kłonecznica.

## Roślinność
W parku przeważają lasy sosnowe, jednak na glebach powstałych z glin morenowych rosną naturalne lasy typu grądowego z bogatym runem. Uzupełnia je bogata roślinność, w tym relikty pochodzenia polodowcowego na przykład: turzyca strunowa, bażyna czarna, skalnica torfowiskowa, zimoziół północny oraz kilka gatunków mszaków. Bywa tu wyka kaszubska. W jeziorach lobeliowych występują rzadkie rośliny wodne: stroiczka jeziorna, poryblin jeziorny, elisma wodna, jeżogłówka pokrewna.

## Ochrona przyrody

### Istniejące rezerwaty przyrody

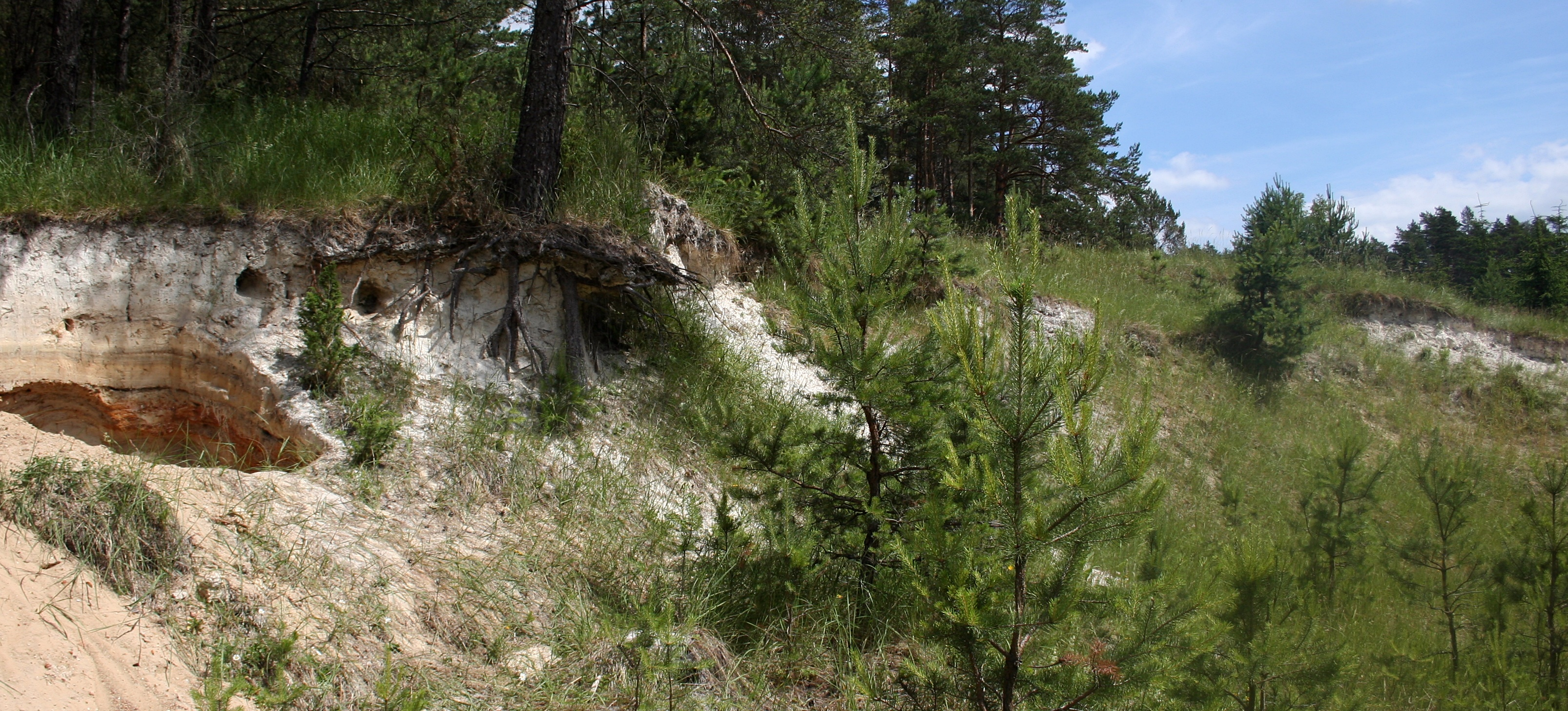
Fragment rezerwatu Dolina Kulawy z dawnymi miejscami eksploatacji kredy

- Jezioro Nawionek – zbiornik typu lobeliowego o głębokości 11 m z ciekawymi roślinami
- Jezioro Laska – zbiornik typu eutroficznego, przez który przepływa rzeka Zbrzyca. Jezioro charakteryzuje się bogatą roślinnością zanurzeniową oraz szuwarną.
- Bagno Stawek – zarastające jeziorko o powierzchni 40,8 ha z torfowiskiem i ciekawymi skupiskami roślin.
- Jezioro Małe Łowne – zbiorowisko turzycowo-mszarne. Łączna powierzchnia rezerwatu z fragmentem lasu jeziorkiem i bagnem wynosi 37,83 ha.
- Piecki – rezerwat chroniący niewielkie jeziorka leśne, położone wśród pagórków i bagien.
- Dolina Kulawy – rezerwat torfowiskowy powołany w 2009 roku
- Moczadło – rezerwat wodny powołany w 2010 roku
- Kruszynek – rezerwat torfowiskowy powołany w 2014 roku

### Projektowane rezerwaty przyrody
- Buczyna Charzykowska
- Buczyna nad Jeziorem Miłachowo
- Dolina jezior rynnowych

### Inne powierzchniowe formy ochrony przyrody
Zaborski Park Krajobrazowy otacza całkowicie obszar Parku Narodowego „Bory Tucholskie”, którego otulina wchodzi w skład parku krajobrazowego. Teren parku krajobrazowego pokrywa się z fragmentami obszarów specjalnej ochrony ptaków „Bory Tucholskie” (PLB220009) oraz „Wielki Sandr Brdy” (PLB220001) i obejmuje częściowo lub całkowicie specjalne obszary ochrony siedlisk „Sandr Brdy” (PLH220026), „Doliny Brdy i Chociny” (PLH220058), „Czerwona Woda pod Babilonem” (PLH220056), „Las Wolność” (PLH220060) i „Ostoja Zapceńska” (PLH220057).
Ponadto na terenie Parku zlokalizowanych jest aż 99 użytków ekologicznych.